# Серафим (Шарапов)
Епископ Серафим (в миру Алексей Сергеевич Шарапов; 12 февраля 1878, село Крутое, Елецкий уезд, Орловская область — 22 августа 1959, Загорск, Московская область) — епископ Русской православной церкви, епископ Полтавский и Кременчугский. Духовный писатель.

## Биография
Родился в семье псаломщика. Окончил Ливенское духовное училище, Орловскую духовную семинарию и Московскую духовную академию, которую окончил в 1904 году со степенью кандидата богословия.
16 августа 1904 года по окончании духовной академии назначен на должность инспектора в Харьковскую духовную семинарию.
С 1906 по 1909 год состоял преподавателем Каменец-Подольской духовной семинарии.
С 1909 по 1912 год состоял инспектором народных училищ Вологды и Вологодского уезда.
По защите диссертации на тему: «Вторая книга Ездры: Историко-критическое введение в книгу», в 1912 году был утверждён в ученой степени магистра богословия.
С 1912 по 1918 год — директор Вологодского учительского института.
С 1918 по 1943 год — заведующий учебной частью Елецкого педагогического техникума, преподаватель школ 2-й ступени, строительной профшколы Юго-восточной железной дороги. Белгородского педучилища и Чугуево-Бобчинского лесотехникума.
В 1943 году овдовел. С 1943 по 1946 год служил в сане священника в Полтавской и Харьковской епархиях. Последнее место служения — Казанская церковь в Харькове.
5 апреля 1946 года Патриархом Алексием и Священным Синодом назначен епископом Ростовским и Таганрогским.
6 апреля 1946 года архиепископом Харьковским и Богодуховским Стефаном пострижен в монашество.
7 апреля архиепископом Стефаном возведён в сан архимандрита.
13 апреля в зале заседаний Священного Синода было совершено наречение архимандрита Серафима во епископа Ростовского и Таганрогского. Чин наречения совершали: Патриарх Московский и всея Руси Алексий I и епископ Измаильский и Белградский Максим (Бачинский).
14 апреля 1946 года хиротонисан во епископа Ростовского и Таганрогского. Чин хиротонии совершали: Патриарх Московской и всея Руси Алексий I, епископ Измаильский и Болградский Максим (Бачинский) и епископ Можайский Макарий (Даев).
К январю 1947 года подготовил всё необходимое для открытия в Ростове-на-Дону духовной семинарии и обратился к Патриарху с прошением исходатайствовать разрешение на её открытие. Однако в октябре 1947 года Совет министров СССР отказал в разрешении, и епископ был срочно переведён в другую епархию.
С 30 октября 1947 года — епископ Ульяновский и Мелекесский.
После того как епископ Серафим прибыл на кафедру, к ульяновскому уполномоченному посыпались десятки ходатайств об открытии храмов. Тем не менее, ни одного храма епископу Серафиму открыть так и не удалось.
Поскольку священников в епархии катастрофически не хватало, приходилось рукополагать в священный сан сначала псаломщиков, а когда не осталось и тех, то рукополагали кандидатов из числа прихожан, зачастую не имеющих не только духовного образования, но даже базового школьного. Для подготовки священнослужителей при епархиальном управлении епископом Серафимом были открыты пастырские курсы.
С 15 ноября 1952 года — епископ Полтавский и Кременчугский.
20 февраля 1958 года освобождён от управления Полтавской епархией «по болезненному состоянию впредь до выздоровления»; уволен на покой в Почаевскую Лавру.
Болезнь не помешала епископу участвовать 19−20 апреля 1958 года в наречении и хиротонии архимандрита Флавиана (Дмитриюка), а 20 и 22 июня − Феодосия (Погорского).
Скончался 22 августа 1959 года. Погребен в Сергиевом Посаде.

## Сочинения
- «Книга Ездры». Историко-критическое введение в книгу. Сергиев Посад, 1910.
- «К вопросу о языке оригинала второй книги Ездры и её происхождение» Сергиев Посад, 1914.
- Святыня в доме. О святой воде, просфоре, артосе и антидоре. Издательство Московской Патриархии, 2011
- Сборник кратких поучений в двух частях: I-я часть — Поучения на воскресные дни и подвижные праздники. 2-я часть — Поучения на неподвижные праздники. (Рукопись).